# Fernando Castro Pacheco
Pour les articles homonymes, voir Pacheco.
Fernando Castro Pacheco (né le 26 janvier 1918 et mort le 8 août 2013) est un peintre, lithographe, illustrateur, et professeur mexicain.
Outre sa pratique des formes artistiques traditionnelles, Castro Pacheco a illustré plusieurs livres pour enfant. Il est surtout connu pour ses peintures murales qui invoquent l'esprit et l'histoire du peuple mexicain, notamment au palais du gouverneur de Mérida (Mexique), dans le Yucatán. Ses œuvres se caractérisent par une utilisation unique de la couleur et la forme.

## Biographie

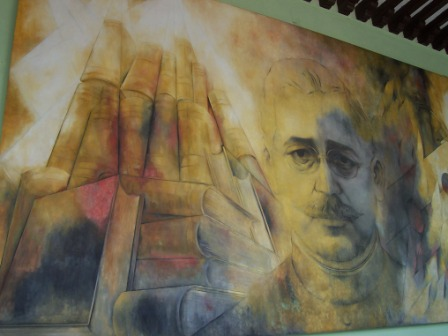
Peinture murale représentant Salvador Alvarado, ancien gouverneur du Yucatan, au palais du gouverneur, Mérida, Mexique.